# Webware за Пајтон
Webware за Пајтон је објектно-оријентисан, Пајтон фрејмворк веб апликације. Пакет користи добро познате обрасце дизајна и укључује брз апликациони сервер, servlets, Серверске Странице Пајтона (ССП), објектно-релационо мапирање, Заказивање Задатака, 
Менаџмент сесија, и многе друге могућности.
Webware за Пајтон је скуп програмских алата за конструисање апликација за веб у Пајтону. Има могућности:
- Традиционалне алатке за развој на вебу:
  - Пајтон-базиране Странице Сервера
  - HTML/Веб шаблони
  - Менаџмент сесија
- Заказивање задатака
- Објектно-релационо мапирање (ОРМ)

Пошто оригинално датира WSGI, не подржава га.